# Gabe Dixon
Gabe Dixon is een Amerikaanse rockpianist uit Nashville (Tennessee). Hij begon bij de vijfkoppige Nashville-countryband Six Shooter. Tussen 1998 en 2010 was hij leadzanger van de driekoppige band The Gabe Dixon Band. Sinds het uiteenvallen van de band werkt Dixon als soloartiest. Hij heeft de twee albums One Spark (2011) en Turns to Gold (2016) uitgebracht. Hij is ook de oprichter van het label Rolling Ball Records. Vanaf begin 2019 is Dixon op tournee met de Tedeschi Trucks Band.

## Biografie

### Met The Gabe Dixon Band
Gabe Dixon begon vroeg piano te studeren onder invloed van Billy Joel en Elton John. Tijdens zijn studie aan de University of Miami in 1998, formeerde hij de vierkoppige band The Gabe Dixon Band naast drummer Jano Rix, bassist Winston Harrison en altsaxofonist Chandler Webber. Hij werkte samen met producent/geluidstechnicus Eddie Kramer om hun debuutalbum More Than It Would Seem onafhankelijk uit te brengen. Na zijn afstuderen aan de University of Miami verhuisde de band naar New York en tekenden ze bij Reprise Records van David Kahne.
Dixon speelde keyboards en deed de achtergrondzang op het album Driving Rain van Paul McCartney uit 2001. Dixon trad ook live op met McCartney op het Concert For New York City, een fondsenwerving van 11 september. McCartney bood Dixon de kans om deel te nemen aan zijn wereldtournee, maar Dixon weigerde door zijn plannen voor een nieuw album aan te halen. Dixon speelde keyboards en kalimba met Loggins & Messina tijdens hun Live: Sittin' In Again at the Santa Barbara Bowl-concert van de Santa Barbara Bowl dat in 2005 werd opgenomen en uitgebracht op cd en dvd.
De band bracht hun grote labeldebuut uit met On a Rolling Ball in 2002. Drie jaar later brachten ze de ep Live at World Cafe uit met het nummer All Will Be Well, dat te horen was in promo's voor de NBC-show Conviction. Na de ep Live at World Cafe tekende de band bij Fantasy Records en bracht The Gabe Dixon Band uit in augustus 2008. De band toerde in 2008 door de Verenigde Staten. Find My Way was het openingsnummer van de film The Proposal in 2009. De band stopte in 2010 met Gabe Dixon, die besloot solo te gaan.

### Solo-carrière
Dixon bracht zijn eerste soloalbum One Spark uit op 23 augustus 2011 bij Concord Bicycle Music. Het album werd geproduceerd door Marshall Altman en bevat het duet Even the Rain met Alison Krauss. Madi Diaz en James Walsh leenden ook hun stem aan respectievelijk de nummers Burn for You en I Can See You Shine. Hij richtte ook zijn eigen platenlabel Rolling Ball Records op. Op 8 april 2016 bracht Dixon zijn tweede soloalbum Turns to Gold uit bij zijn eigen label Rolling Ball Records. Het album is geproduceerd door Paul Moak en bevat het duet The Way To Love Me met Natalie Prass. In het verleden speelde Gabe voornamelijk vleugel. Op Turns to Gold speelde hij echter op een na alle nummers op een piano. Deze keuze bracht een andere energie over. Hij en de muzikanten, waaronder Jano Rix op drums (The Gabe Dixon Band, The Wood Brothers), Viktor Krauss op bas (Lyle Lovett) en Kris Donegan op gitaar (Cam), knipten alles op analoge tape zonder clicktrack. Het album bevat ook vocale uitvoeringen van Jason Eskridge, Garrison Starr en Boots Ottestad. Mastering werd gedaan door Brad Blackwood bij Euphonics Mastering.

## Optredens en populaire cultuur
Dixons nummer Find My Way was het openingsnummer van de film The Proposal (2009) met in de hoofdrol Sandra Bullock en Ryan Reynolds. All Will Be Well was te horen in het vierde seizoen van de tv-show Parks and Recreation. En Till You're Gone werd gebruikt in winkeldisplays van Bose. Dixon heeft twee keer opgetreden bij Jimmy Kimmel Live!, evenals The Late Late Show met Craig Ferguson. Gedurende zijn carrière hebben veel andere opmerkelijke artiesten kennisgenomen en het talent van Dixon ondersteund. Hij heeft side-optredens gehouden als toetsenist en vocalist voor Paul McCartney, Alison Krauss & Union Station, O.A.R. en Supertramp.

## Discografie
Soloalbums
- 2011: One Spark (geproduceerd door Marshall Altman, uitgebracht bij Concord Bicycle Music
- 2016: Turns to Gold (geproduceerd door Paul Moak, uitgebracht bij Rolling Ball Records)
- 2017: Live in Boston (uitgebracht door BirnCORE)

Als deel van The Gabe Dixon Band
- 1999: More Than It Would Seem
- 2002: On a Rolling Ball
- 2005: Live at World Cafe
- 2008: The Gabe Dixon Band